# Dulces de la India

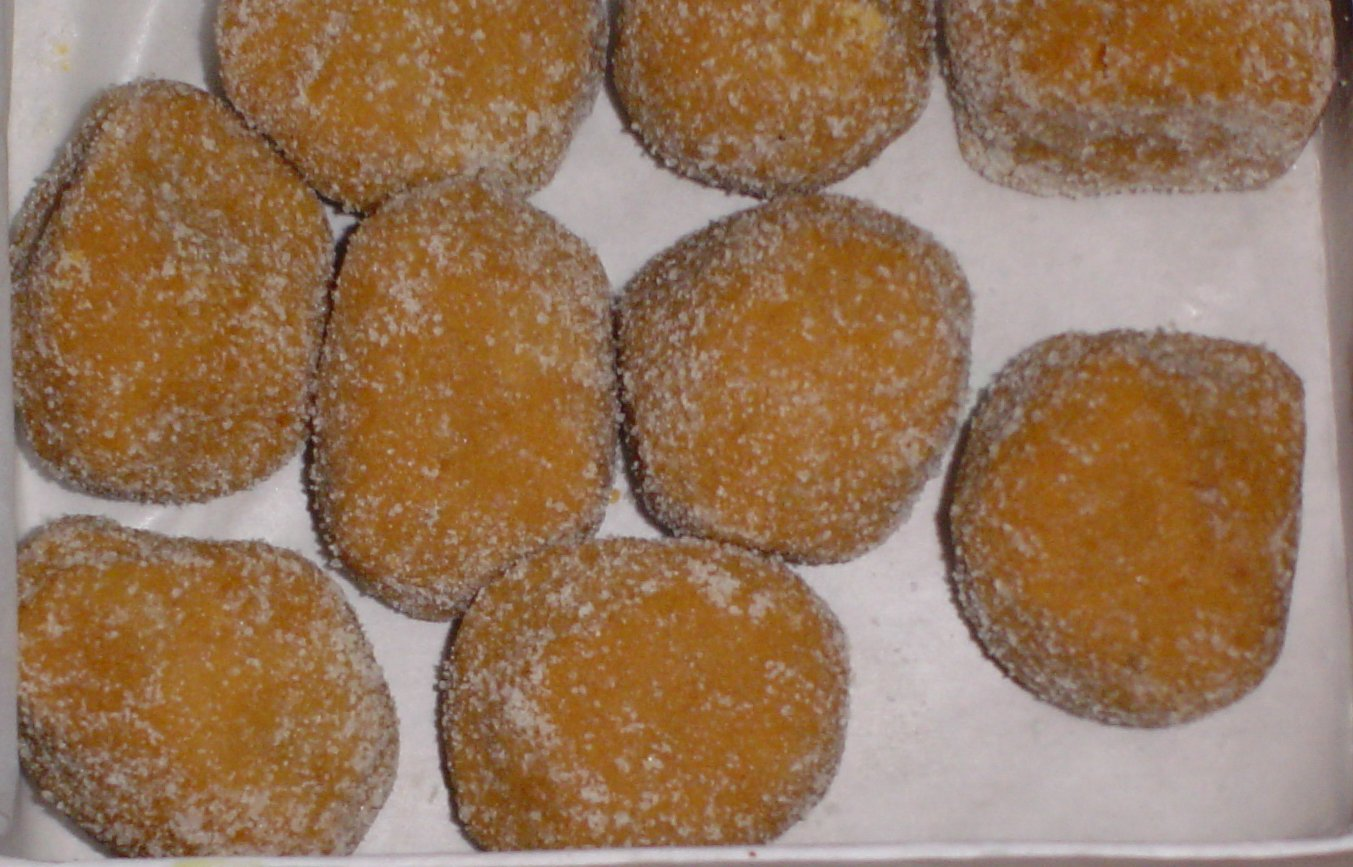
Dharwad peda.

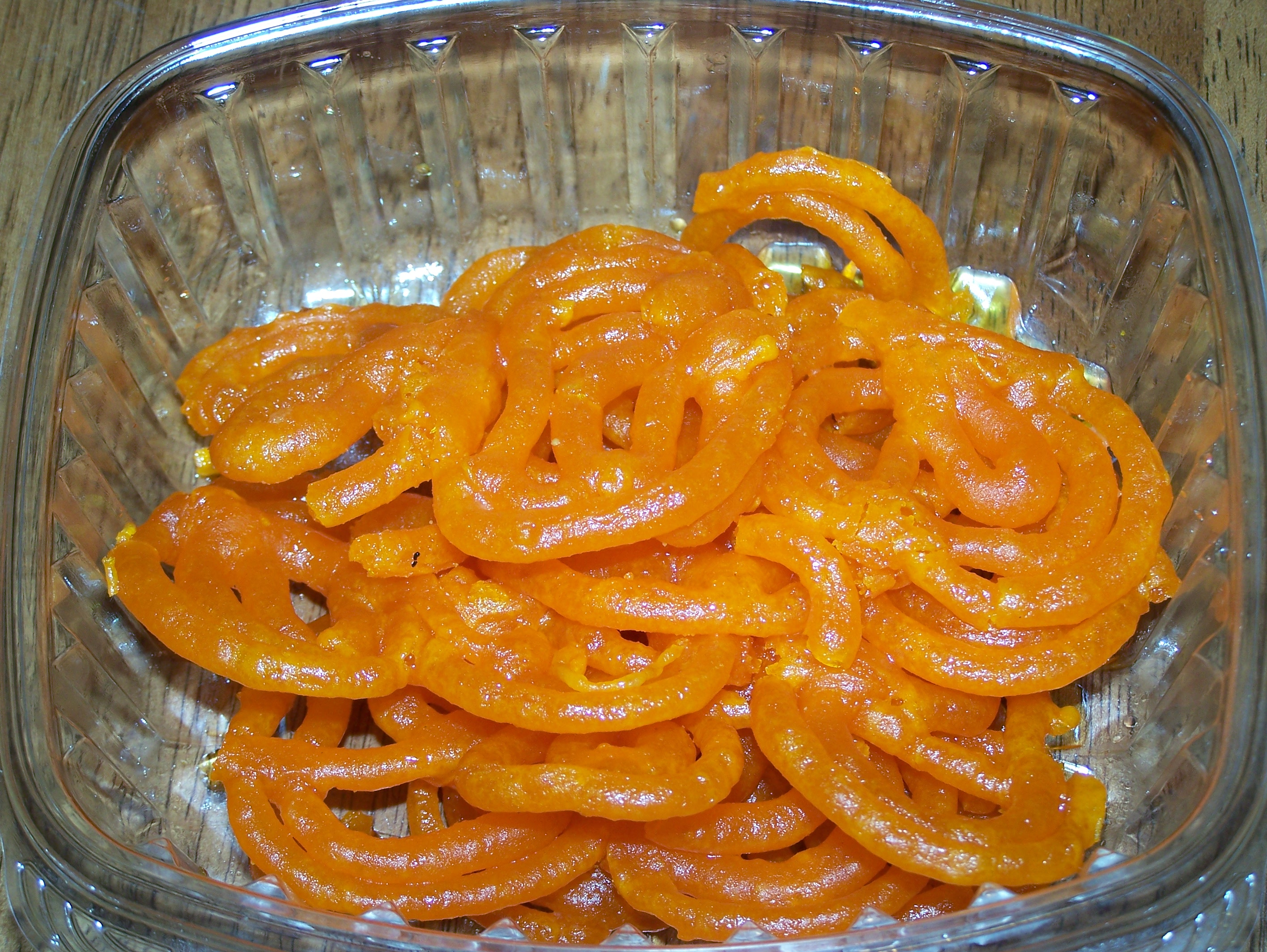
Yalebis.

Los dulces de la India o mithai son originarios del subcontinente indio y consisten en diferentes tipos de pastelitos cuya base es la leche, azúcar y harina. En general, los postres indios son muy ricos en azúcar y grasa y se necesita mucho tiempo para elaborarlos. Dentro de los postres más comunes se encuentran el kaju barfi, el gulab-yamun, el peda, y el yalebi.
Los dulces suelen comerse como postre después de las comidas. Estos también se presentan en una gran variedad de formas, colores y tamaños. Asimismo, los dulces indios tienen una gran importancia dentro de la cultura de la India. Los mithai suelen ofrecerse durante las bodas y el Dipavali (diwali) como símbolo.

## Kakinada Khaja
El kakinada khaya es un dulce exquisito del estado de Bijar (India). Los ingredientes principales del khaya son la harina de trigo refinada, el azúcar y los aceites comestibles.
Se cree que hace varios siglos, los khajas se preparaban en la tierra fértil en el lado sudeste de las llanuras del río Ganges, en Bihar. Esta región, que afirma ser la cuna del khaja, una vez comprendió la parte central del Imperio mauria (siglo III a. C.) y del Imperio gupta (siglo III).
Actualmente las khajas se preparan y venden en las ciudades de Patna, Gaia, y en muchos otros sitios del estado de Bihar. Sin embargo, los khajas de las regiones de Silao y Rajgir tienen una clara superioridad por encima de los khajas de otros lugares.
Desde Bihar los khajas han viajado a muchas otras partes de India, incluido el estado de Andhra Pradesh. Es muy famoso el khaja de Kakinada, un pueblo costero de Andhra Pradesh. Para elaborarlo, primero se prepara la base con mawa, aceite y harina de trigo; luego se fríe en abundante aceite hasta que quede crujiente; para la elaboración se necesita jarabe de azúcar, el cual es conocido como pak. A continuación, se empapan los cruasanes crujientes con el jarabe de azúcar hasta que lo absorban. La especialidad del khaja de Kakinada es que es seco por fuera y jugoso por dentro debido al jarabe de azúcar.

## Chena murki
Este es un dulce hecho con leche y azúcar. Se elabora hirviendo la leche durante mucho tiempo, luego se condensa añadiendo el azúcar y finalmente se le da al dulce forma redondeada.

## Laddu

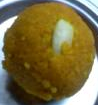
Motichur ladu. Esta es una variante popular.

El laddu es un dulce muy popular en la India. Se elabora con harina y otros ingredientes, se le da forma de bola y se rellena de jarabe. La popularidad del laddu se debe en parte a su sencilla preparación. De hecho, el laddu es tan popular que en el sur la India a un niño regordete se le llama laddu, de forma cariñosa.
Las diferentes variaciones en la elaboración del laddu dan un amplio abanico de sabores. El laddu se prepara a menudo para los festivales o acontecimientos familiares como por ejemplo bodas. El 'Tirupati Laddu', el laddu más famoso elaborado en Tirumala en Andhra Prades, es muy popular por su intenso sabor.

### Motichoor
El motichoor ka ladu, un dulce originario de Bihar, hecho de copos tostados de harina de garbanzo, los cuales se endulzan, se mezclan con almendras, se presionan en forma de bola y se fríen con ghi. Originario de Maner, un pequeño pueblo cerca de Patna, el motichoor ahora se elabora y disfruta en cualquier parte de India y Pakistán. Es un regalo típico en bodas, compromisos y nacimientos.

### Pathishapta
Este es un postre del estado de Bengala, la golosina de India. El plato final es una crepe enrollada con un relleno elaborado a base de coco, leche, nata y jaggery, procedente de la palmera datilera.

### Narkel Naru
Es un postre también procedente de Bengala. Estos dulces se presentan en forma de bolas elaboradas con leche condensada Khoa y coco.

### Malpoa
Existen muchas versiones en diferentes sitios de India a la hora de elaborar este dulce, incluida la del Bengala que es la típica crepe de nata sumergida en aceite y rellena de pasas y jarabe de azúcar. Así es como los indus preparan sus dulces

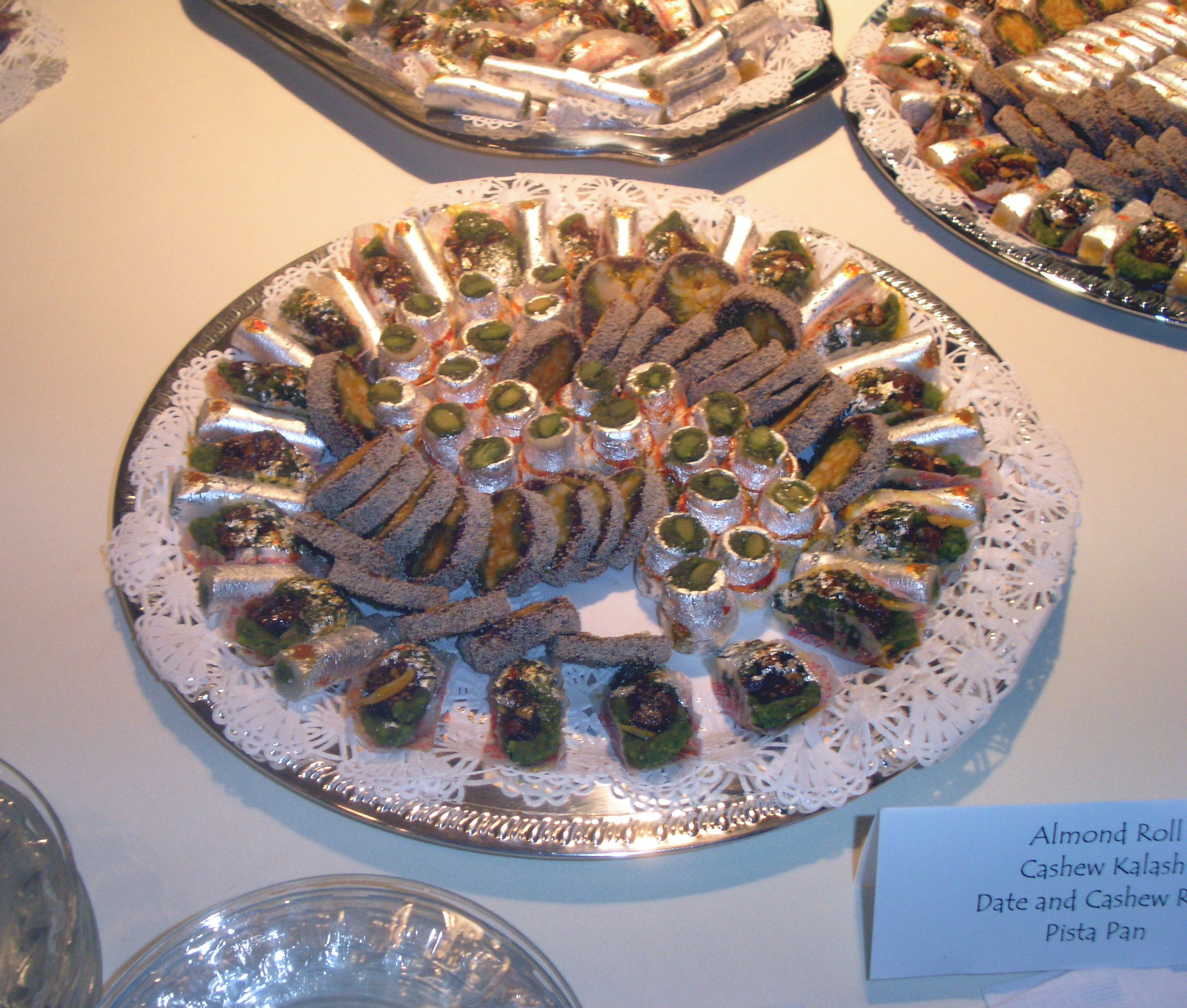
Surtido de dulces indios

## Qalaqand
El qalaqand es un dulce hecho a base de leche condensada de India y Pakistán.